# Домінік Тім
Домінік Тім (нім. Dominic Thiem) — австрійський професійний тенісист.
Тім розпочав кар'єру професійного тенісиста у 2011 році після доволі успішних юніорських виступів. Серед юніорів він займав 2 позицію у світовому рейтингу. В дорослих змаганнях він підіймався до третього місця. Переможець Відкритого чемпіонату США 2020.

## Стиль гри
Тім належить до агресивних гравців задньої лінії, але також добре грає в захисті. Його удари з відскоку міцні з обох сторін — сильний форхенд і потужний одноручний бекхенд. Він один із небагатьох молодих гравці з одноручним бекхендом, до якого він перейшов за порадою тренера. Його бекхенд ефективний зокрема щодо високого відскоку. Тім повільно будує розіграш очка, уміє перетерпіти супротивника. Він має сильну подачу зі швидкістю м'яча до 233 км/год.
Гра Тіма на сітці впевнена, хоча це не є його основною зброєю. Часто він виходить на сітку тільки для того, щоб завершити розіграш очка одним ударом, хоча іноді вдається також до тактики подача — вихід на сітку. Він часто подає з топ-спіном, що призводить до порівняно повільного м'яча, який, утім, змушує супротивника відійти. Коментатори відзначають також міцність його духу, особливо в тай-брейках.
Стиль Тіма особливо успішний на ґрунтових кортах, на яких він здобув 6 зі своїх 8 титулів і перегравав таких гравців як Новак Джокович, Рафаель Надаль та Роджер Федерер.

## Статистики

### Історія виступів на турнірах Великого шлему
Станом на закінчення US Open 2020.
| Турнір          | 2014 | 2015 | 2016 | 2017 | 2018 | 2019 | 2020 | SR     | В–П   | %   |
| --------------- | ---- | ---- | ---- | ---- | ---- | ---- | ---- | ------ | ----- | --- |
| Australian Open | 2к   | 1к   | 3к   | 4к   | 4к   | 2к   | Ф    | 0 / 7  | 16–7  | 70% |
| French Open     | 2к   | 2к   | ПФ   | ПФ   | Ф    | Ф    |      | 0 / 6  | 24–6  | 80% |
| Wimbledon       | 1к   | 2к   | 2к   | 4к   | 1к   | 1к   |      | 0 / 6  | 5–6   | 45% |
| US Open         | 4к   | 3к   | 4к   | 4к   | ЧФ   | 1к   | П    | 1 / 7  | 22–6  | 71% |
| Ви–Пр           | 5–4  | 4–4  | 11–4 | 14–4 | 13–4 | 7–4  | 13–1 | 1 / 26 | 67–25 | 71% |

### Фінали турнірів Великого шлему: 3 фінали
| Результат | Рік  | Турнір          | Поверхня | Супротивник      | Рахунок                      |
| --------- | ---- | --------------- | -------- | ---------------- | ---------------------------- |
| Поразка   | 2018 | French Open     | ґрунт    | Рафаель Надаль   | 4–6, 3–6, 2–6                |
| Поразка   | 2019 | French Open     | ґрунт    | Рафаель Надаль   | 3–6, 7–5, 1–6, 1–6           |
| Поразка   | 2020 | Australian Open | гард     | Новак Джокович   | 4–6, 6–4, 6–2, 3–6, 4–6      |
| Перемога  | 2020 | US Open         | гард     | Александр Зверєв | 2–6, 4–4, 6–4, 6–3, 7–6(8-6) |

### Підсумкові турніри року: 1 фінал
| Результат | Рік  | Турнір             | Поверхня | Супротивник      | Рахунок                 |
| --------- | ---- | ------------------ | -------- | ---------------- | ----------------------- |
| Поразка   | 2019 | ATP Finals, Лондон | Хард (i) | Стефанос Ціціпас | 7–6(8–6), 2–6, 6–7(4–7) |

## Виноски
1. ↑  Association of Tennis Professionals website
2. ↑  Dominic Thiem | Rankings History | ATP Tour | Tennis. ATP Tour. ATP Tour, Inc. Процитовано 25 жовтня 2021.
3. ↑  Thiem FedEx ATP Player Profile 2016 – ATP World Tour – Tennis. Архів оригіналу за 11 серпня 2017. Процитовано 8 вересня 2017.
4. ↑  Dominic Thiem, Jo-Wilfried Tsonga Reach Third Round In Indian Wells – ATP World Tour – Tennis. Архів оригіналу за 11 серпня 2017. Процитовано 8 вересня 2017.

| Тенісист | Це незавершена стаття про тенісиста чи тенісистку. Ви можете допомогти проєкту, виправивши або дописавши її. |